# Triumfetta persimilis
Triumfetta persimilis är en malvaväxtart som beskrevs av Ko Ko Lay. Triumfetta persimilis ingår i släktet triumfettor, och familjen malvaväxter. Inga underarter finns listade i Catalogue of Life.